# Tallinn Open
Tallinn Open – kobiecy turniej tenisowy kategorii WTA 250 zaliczany do cyklu WTA Tour, rozgrywany na kortach twardych w hali w Tallinnie od sezonu 2022.

## Mecze finałowe

### Gra pojedyncza kobiet
| Rok  | Zwyciężczyni       | Finalistka      | Wynik    |
| 2022 | Barbora Krejčíková | Anett Kontaveit | 6:2, 6:3 |

### Gra podwójna kobiet
| Rok  | Zwyciężczynie                    | Finalistki                               | Wynik          |
| 2022 | Ludmyła Kiczenok Nadija Kiczenok | Nicole Melichar-Martinez Laura Siegemund | 7:5, 4:6, 10–7 |